# Samuel Canan
Samuel Wakefield Canan (* 7. Juni 1898 in Altoona, Pennsylvania; † 24. März 1964 ebendort) war ein US-amerikanischer Marineoffizier. Im Jahr 1945 war er kommissarischer Militärgouverneur von Amerikanisch-Samoa.

## Werdegang
Samuel Canan absolvierte zwischen 1916 und 1920 die United States Naval Academy in Annapolis (Maryland). In den folgenden Jahren diente er als Offizier in der United States Navy und stieg bis in den Rang eines Commander auf. Zwischen dem 3. und dem 10. September 1945 war er kommissarischer Gouverneur von Amerikanisch-Samoa. Dabei überbrückte er die Zeit zwischen dem Ausscheiden von Gouverneur Ralph Hungerford und dem Amtsantritt von dessen Nachfolger Harold Houser. Nach dem Ende seiner kurzen Zeit als Gouverneur verliert sich seine Spur. Er starb im März 1964 in Pennsylvania.